# Кітерон (міфологія)
Кітерон, також Кітайрон, Кіферон (грец. Κιθαιρών) — міфічний володар Платей, що жив біля гори, яка дістала його ім'я.
Один із варіантів міфа розповідає, що Кітерон помирив Зевса й Геру під час їх сварки: порадив Зевсові покласти в колісницю статую дівчини. Сердита Гера, зірвавши покривало, побачила, що для ревнощів немає підстав, і помирилася з чоловіком. Багата на печери гора Кітерон вважалася оселею німф та ериній.